# Arctia paliscia
Arctia paliscia är en fjärilsart som beskrevs av Smith 1958. Arctia paliscia ingår i släktet Arctia och familjen björnspinnare. Inga underarter finns listade i Catalogue of Life.